# (135268) Haigneré
(135268) Haigneré (2001 SX115) – planetoida z pasa głównego asteroid okrążająca Słońce w ciągu 5,42 lat w średniej odległości 3,08 j.a. Odkryta 20 września 2001 roku. Nazwa pochodzi od astronauty J.-P. Haigneré.